# 442 km (Ukraina)
442 km (ukr. 442 км) – przystanek kolejowy w pobliżu miejscowości Bielin, w rejonie kowelskim, w obwodzie wołyńskim, na Ukrainie. Położony jest na linii Sarny – Kowel.